# 흡혈박쥐사촌
흡혈박쥐사촌(Vampyrum spectrum)은 주걱박쥐과에 속하는 박쥐의 일종이다. 흡혈박쥐사촌속(Vampyrum)의 유일종이다. 신대륙 토착종 박쥐 중에서 가장 크고, 전세계에서 가장 큰 육식류 박쥐이다. 날개 폭은 보통 60~91.5cm이고, 가장 큰 표본은 100cm를 넘기도 한다. 꼬리없이 몸길이는 12.5~13.5cm이고, 몸무게는 145~190g 정도이다.